# Flugplatz Pisticci

i7
i11
i13
Der Flugplatz Pisticci (it. Aviosuperficie di Pisticci “Enrico Mattei”) liegt in der süditalienischen Region Basilikata, rund 30 Kilometer südlich von Matera und etwa fünf Kilometer nördlich von Pisticci.

## Infrastruktur und Nutzung
Der Flugplatz befindet sich im Basentotal neben dem Industriegebiet des Ortsteiles Pisticci Scalo an der Staatsstraße Basentana und der parallel dazu verlaufenden Bahnstrecke Battipaglia–Metaponto. Der Flugplatz hat eine derzeit noch 1400 Meter lange asphaltierte Start- und Landebahn (13/31), die im Rahmen eines Ausbauprojektes auf 1600 oder 1800 Meter verlängert werden soll. Ganz im Südosten befindet sich ein kleines Vorfeld. Es gibt keine parallel zur Piste verlaufende Rollbahn. Der Flugplatz wird derzeit nur von der Allgemeinen Luftfahrt genutzt.

## Geschichte
Die Geschichte des Flugplatzes steht in engem Zusammenhang mit dem Industriekomplex von Pisticci, den der Unternehmer Enrico Mattei ab 1961 bauen ließ. Da Mattei oft Privatflugzeuge nutzte, ließ er daneben einen kleinen Flugplatz einrichten, die sogenannte Pista Mattei. Nach dessen Tod blieb er lange Zeit verwaist. Ein Ausbau zum Regionalflughafen (Aeroporto della Basilicata) und damit zum einzigen Verkehrsflughafen der Region Basilikata ist seit langer Zeit geplant und wegen der Zweifel an der Rentabilität sehr umstritten. Als Förderer des Projektes gilt der Regisseur Francis Ford Coppola, dessen Vorfahren aus der Region stammten.

## Bilder

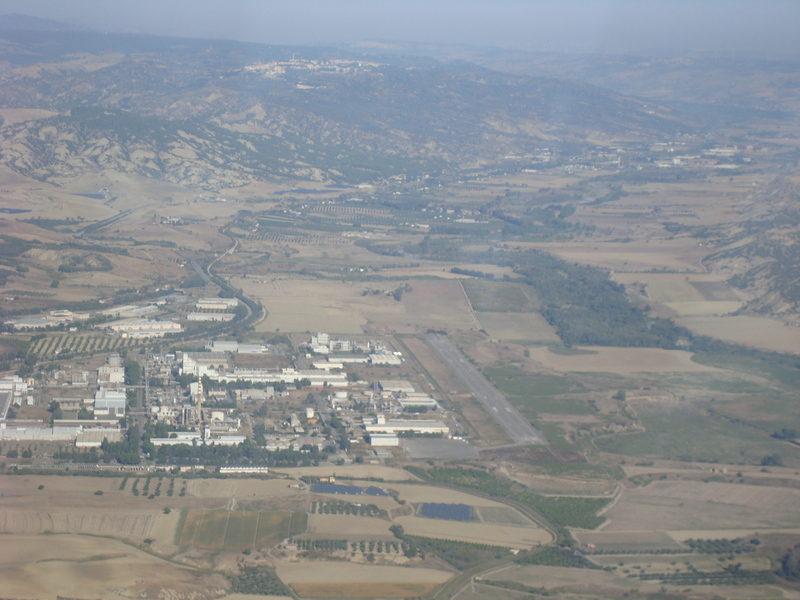
Luftbild
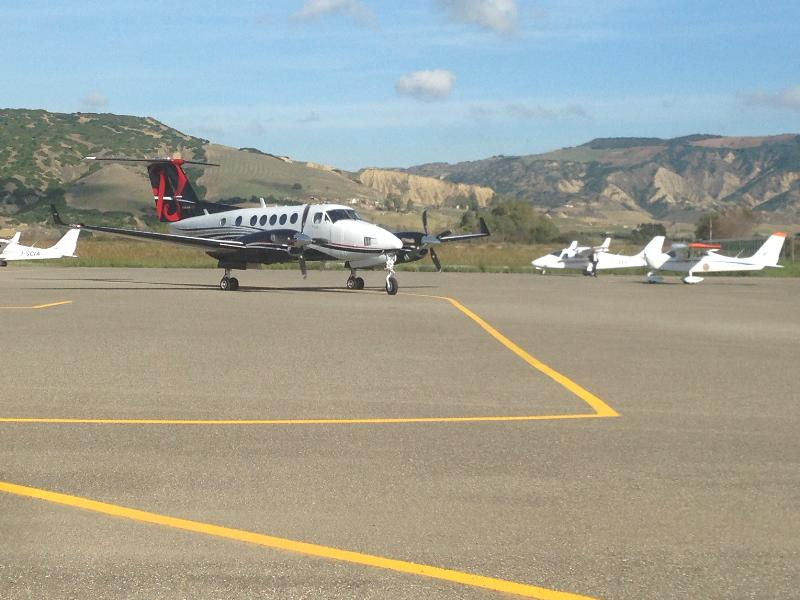
Vorfeld
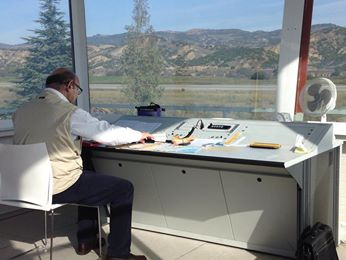
Im Kontrollturm